# 潏河
潏(jué)河是中国陕西省境内的一条河流，古称泬水，今亦称决河，是沣河的一条支流。全长约64.2公里，流域面积约687平方公里，平均径流量为2.105亿立方米。它发源于秦岭的大峪，出峪后，经引镇、王莽、杜曲、韦曲、郭杜、兴隆、滦镇、太乙、子午、五台、黄良、王曲等街道，中途与滈河在香积寺汇合后向西（汇流以下亦作洨河），向北在西安市鄠邑区秦渡镇沣惠渠渠首汇入沣河。
潏河是所谓的“八水绕长安”八水之一。

## 读音考释
潏河为古今贯用河流名，其读音不受古今汉语读音变化影响，仍念古音，即jué。西安市官方新闻播报及当地人文交流中，亦将潏河念为juéhé。
【康熙字典】【巳集上】【水部】 潏
- 《唐韻》《集韻》《韻會》古穴切，音玦。《說文》涌出也。又水名，在京兆。《司馬相如·上林賦》酆鎬潦潏。《註》潏水，出杜陵。

【说文解字】【卷十一】【水部】 潏
- 涌出也。一曰水中坻，人所爲，爲潏。一曰潏，水名，在京兆杜陵。从水矞聲。古穴切。

## 河流历史
在唐代以前，潏河于樊川沿今皂河流向，流经申店、韦曲、下塔坡、西安郊区的杜城、丈八沟、鱼化寨，向北绕原汉长安城西入渭河，后因潏河改道与滈河相汇成洨河汇入沣河。

## 水系构成
潏河主源流是大峪河，发源于秦岭北麓的大峪罗家坪之上的甘花溪。峪内共长16.3公里，右岸支沟有石岔沟、东翠花、石神沟、东仰子、登家沟、强水沟等沟，左岸有五里庙沟、西翠华沟、莲花洞沟、长条沟、芦沟等沟。
出峪之后以西北流向，左岸有源于白道峪、断头沟、烧沟、草沟等小流支流会入，在王莽乡下红庙村以西与小峪河相汇，峪口至该汇流处共长11.3公里，流域面积87.8平方公里，其中秦岭山区63平方公里。
大峪河与小峪河汇合以下称作潏河，以西北流向，申店桥以下转以西南流向，至与沣河会合处共31.8公里，左岸有滈河、金沙河等河流流入。